# Männerpension
Männerpension è un film tedesco del 1996 diretto da Detlev Buck.